# Ford EcoSport

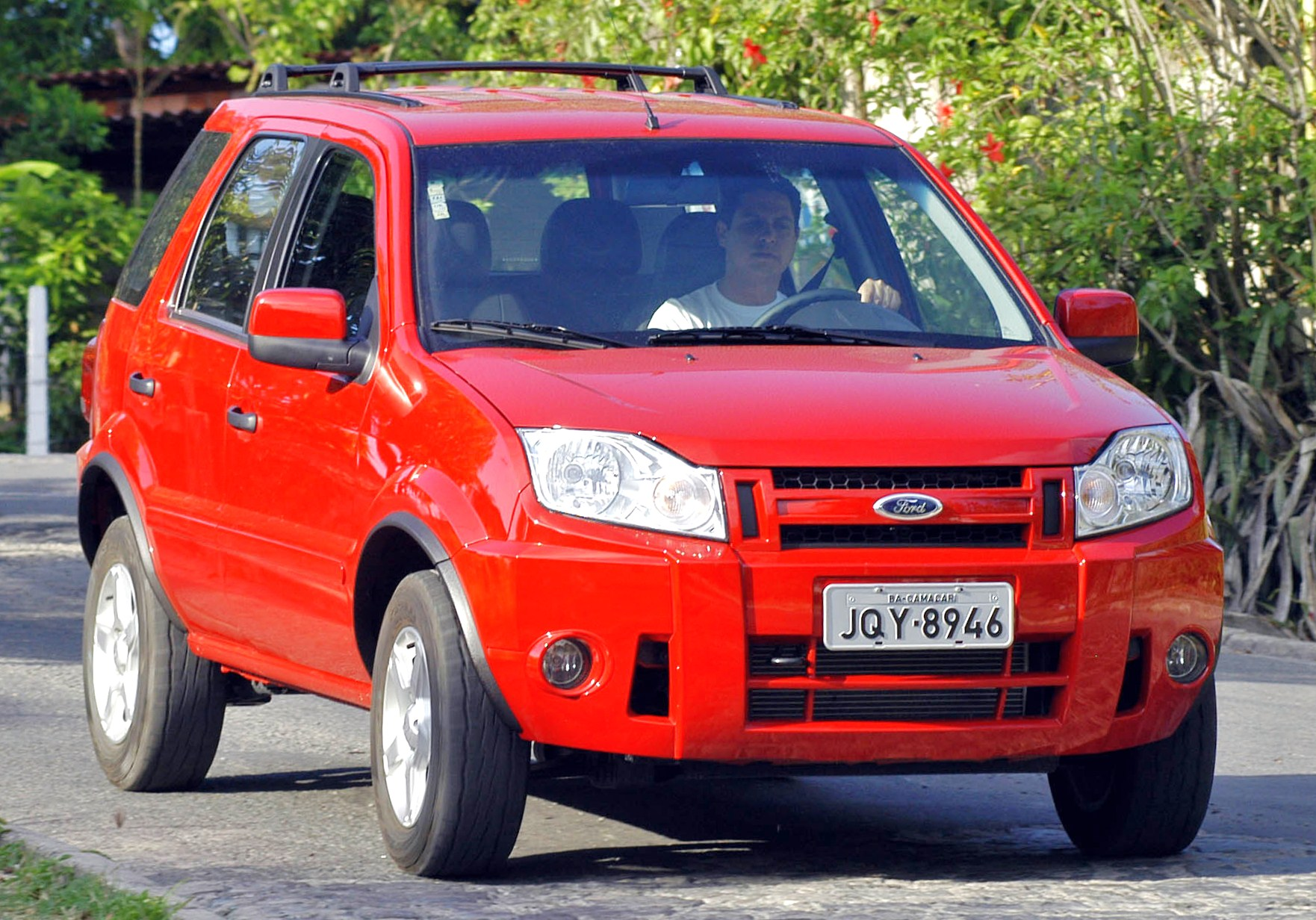
Ford EcoSport 1-го поколения

Ford EcoSport — выпускающйся с 2003 года мини-SUV (второе поколение — мини-кроссовер) компании Ford, созданный бразильским центром разработки автомобилей.
Созданный на базе европейского Ford Fusion автомобиль первого поколения строился исключительно в Бразилии и продавался только в странах Латинской Америки, разойдясь (на конец 2011 года) тиражом 700 000 экземпляров. Представленная в 2012 году машина второго поколения построена на платформе Ford Fiesta 6-го поколения и должна стать глобальной.

## Второе поколение

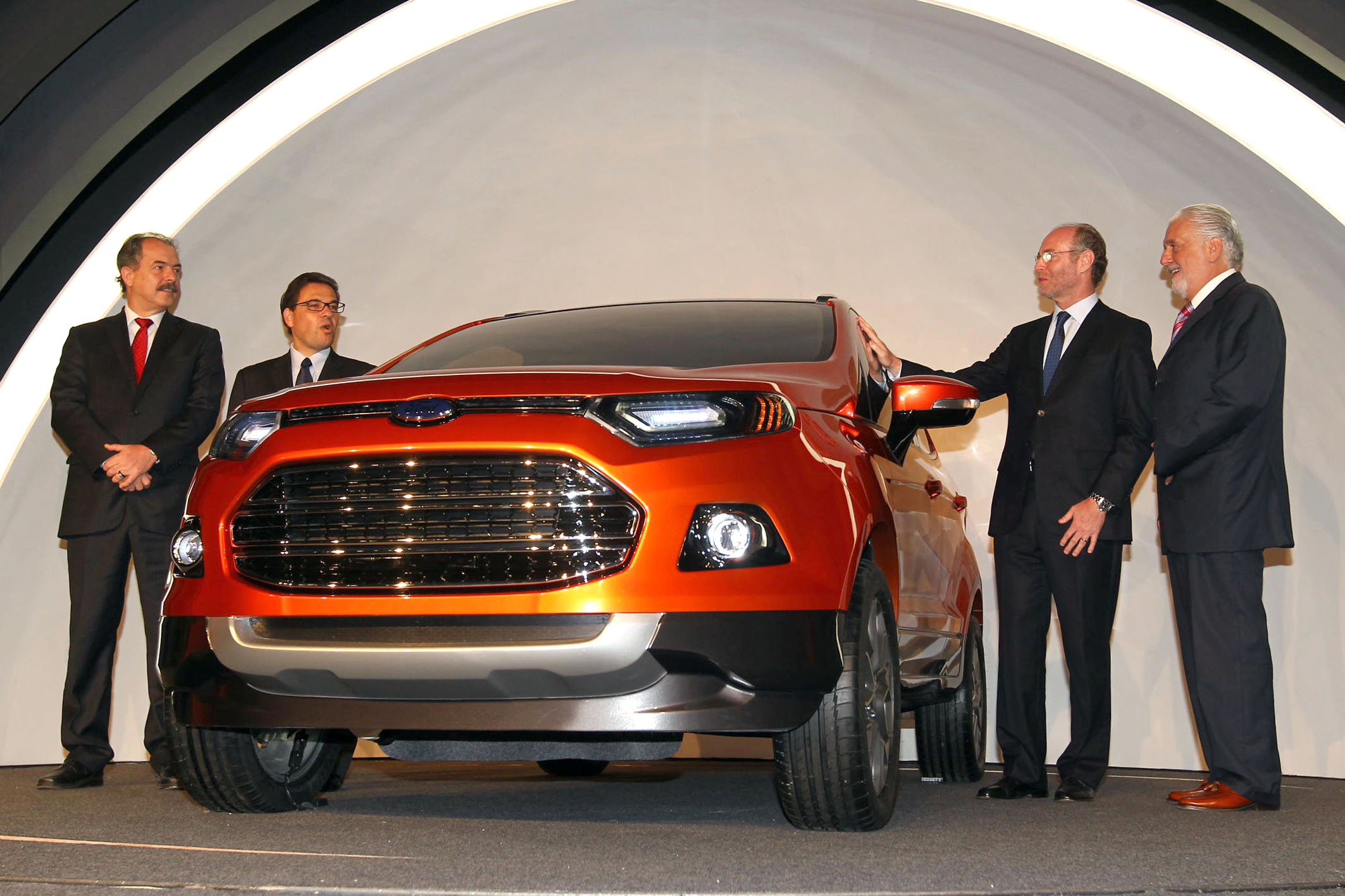
Концепт Ford EcoSport 2-го поколения

Второе поколение автомобиля было представлено на Автосалоне Auto Expo 2012 в Нью-Дели 4 января 2012 года в виде концепта со светодиодами вместо фар. Вице-президент компании Ford по дизайну Джей Мэйс сообщил, что представленный концепт — это на 97 % готовый автомобиль. Машина второго поколения разрабатывалась в Бразилии для последующих продаж во всем мире. Финальные дизайнерские штрихи наносились в австралийском дизайн-бюро компании Ford.

### Начало продаж

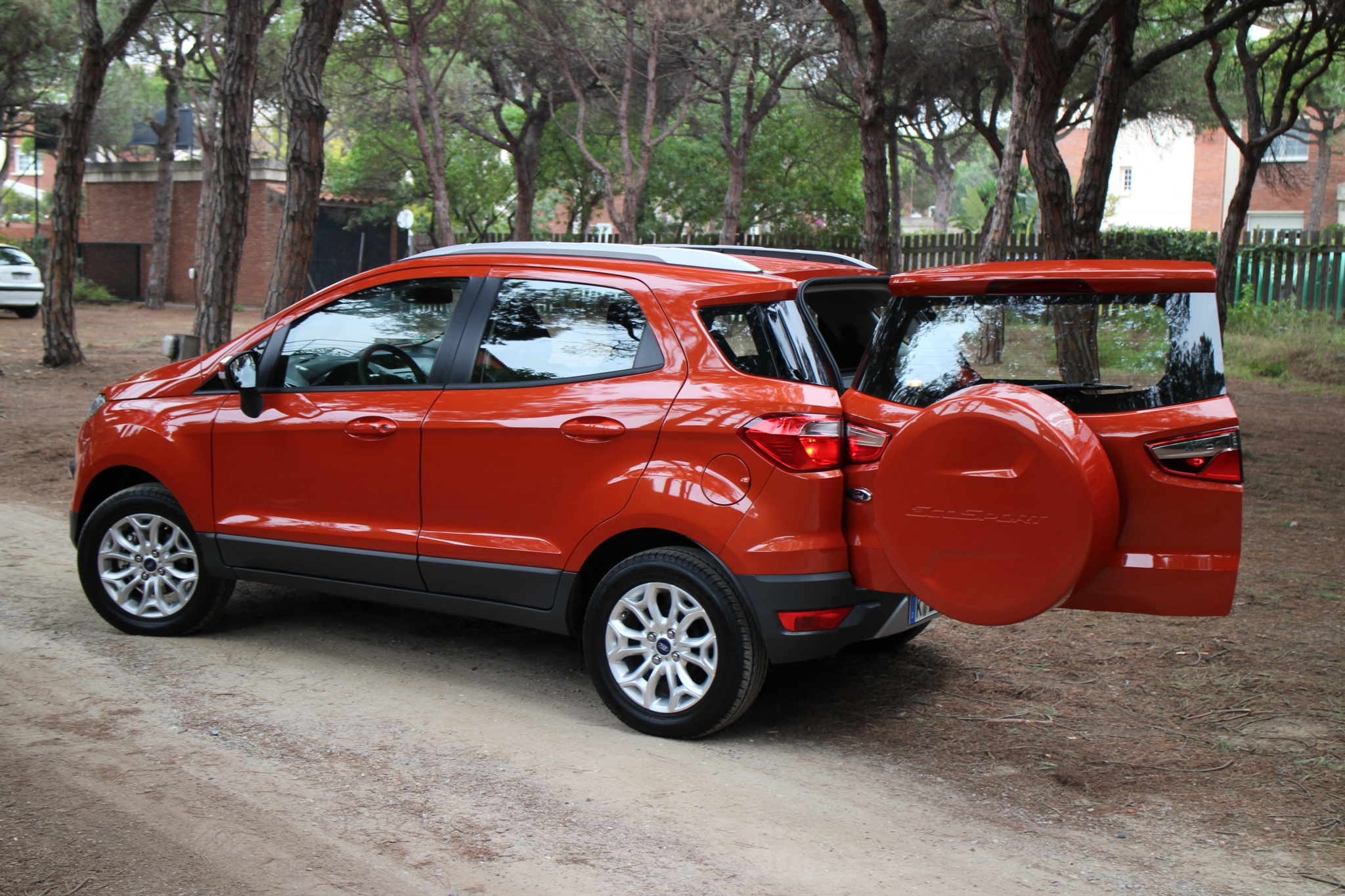
Ford EcoSport 2-го поколения с открытой дверью багажника

Предварительные продажи в Бразилии начались в начале июля 2012 г., с поставкой первых автомобилей покупателям в конце лета — начале осени (первый серийный автомобиль произведен в начале августа). В Бразилии автомобиль спозиционирован по цене дороже своего основного конкурента, Renault Duster. В марте 2013 г. стартовало производство в Китае, в мае 2013 г. — в Индии (продажи начались соответственно в апреле и июне). Автомобили бразильского производства продаются только на американском континенте, китайские — только в Китае. Кроссоверы индийской сборки продаются в остальных странах юго-восточной Азии, в Африке, Европе, Австралии, Новой Зеландии. В январе 2014 г. запущено производство в Таиланде, а в июне — во Вьетнаме. Во все страны Европы (за исключением России) поставляются автомобили только индийской сборки. Начало сборки на российском заводе в Набережных Челнах запланировано на вторую половину 2014 г. В 2019 году завод был закрыт.

### Силовые агрегаты
Линейка двигателей зависит от завода, на котором произведен автомобиль. В Бразилии производятся кроссоверы с бензиновыми двигателями 1,6л. и 2,0л. и дизельным 1,5л.
Автомобили, собранные в Китае, Индии и Таиланде оснащаются двигателями EcoBoost 1,0л., Duratec 1,5л. и Duratorq 1,5л.
Линейка двигателей
Дизельный:
- 1,5л. Duratorq TDCi SOHC DI TC I-4 (DV5), 90—91л. с.

Бензиновые:
- 1,0л. EcoBoost GTDI DOHC Ti-VCT I-3 (Fox), 120—125л. с.
- 1,5л. Duratec DOHC Ti-VCT 16V (Sigma), 105—112л. с.
- 1,6л. Duratec Ti-VCT Gas/FFV (Sigma), 110—125л. с.
- 2,0л. Duratec HE PFI 16V Flex (MI4), 145л. с.

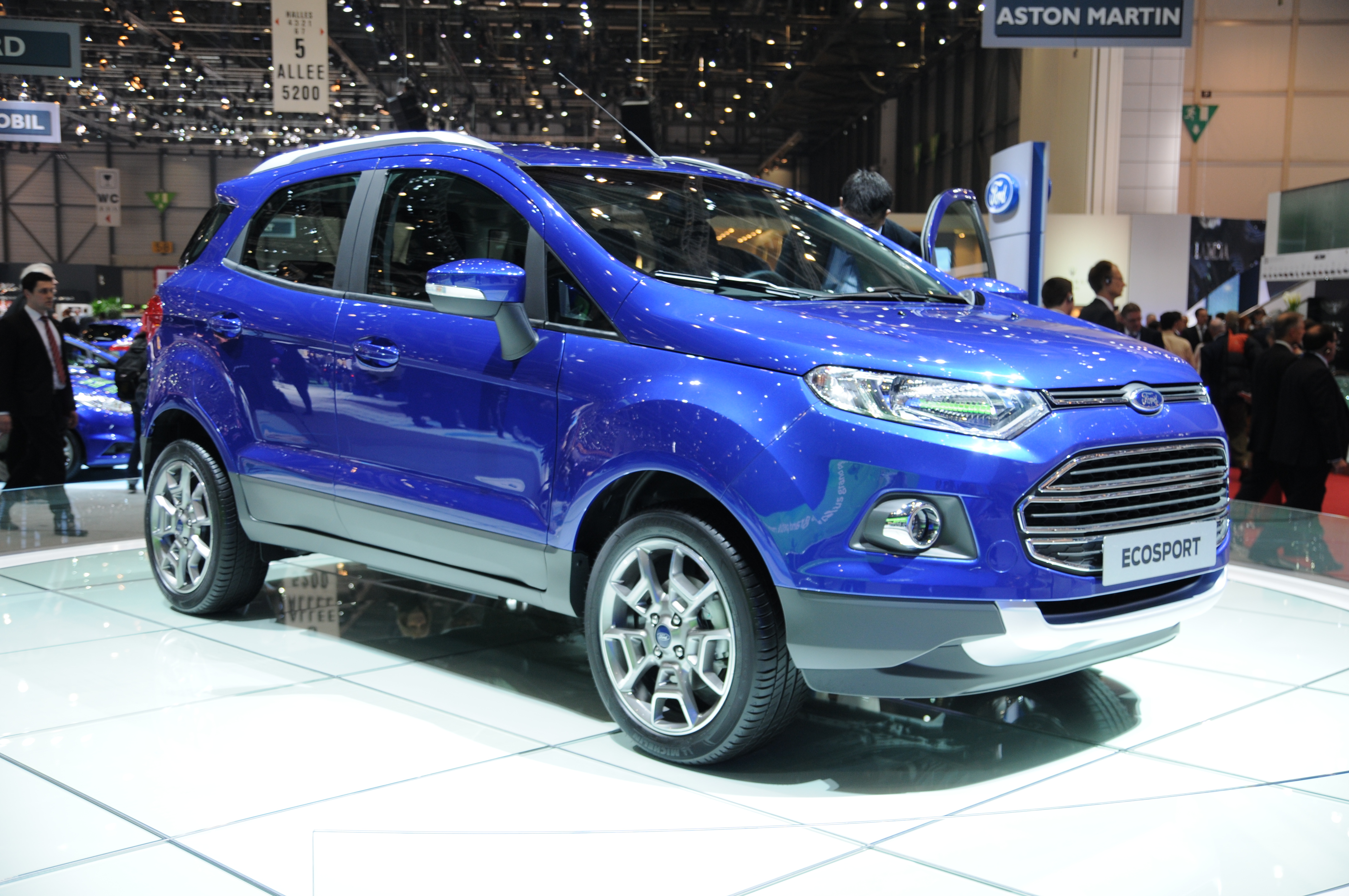
Ford EcoSport 2-го поколения. Версия для Европы

Полноприводные автомобили собираются только в Бразилии, оснащаются только бензиновым двигателем Duratec 2,0л. и 6-ст. механической коробкой передач и реализуются только на рынках латиноамериканских стран. Ожидается, что кроссоверы с полным приводом будут доступны и в России.

### Рестайлинг
В конце 2016 года дебютирует обновленный Ford EcoSport с измененной внешностью, полностью иной передней консолью салона и новой моторной линейкой. Кроме этого намечено начало производства кроссовера на заводе в Румынии для европейского рынка.

### Безопасность
| Euro NCAP                                                   | Euro NCAP | Euro NCAP | Euro NCAP             |
| ----------------------------------------------------------- | --------- | --------- | --------------------- |
| · общий рейтинг                                             |           |           |                       |
| 93%                                                         | 77%       | 58%       | 55%                   |
| взрослый пассажир                                           | ребёнок   | пешеход   | активная безопасность |
| Протестированная модель: Ford EcoSport Titanium, LHD (2013) |           |           |                       |